# Rachel McAdams
Rachel Anne McAdams (London, 17 novembre 1978) è un'attrice canadese.
È principalmente nota per i suoi ruoli nei film Mean Girls (2004), Le pagine della nostra vita (2004), 2 single a nozze - Wedding Crashers (2005), Sherlock Holmes (2009), Midnight in Paris (2011), Questione di tempo (2013) e Doctor Strange (2016). In ambito televisivo è conosciuta per il ruolo di "Ani" Bezzerides in True Detective (2015). Nel 2015 ottiene il plauso della critica per la sua performance nella pellicola Il caso Spotlight, con il quale ha ottenuto la sua prima candidatura al Premio Oscar come miglior attrice non protagonista.

## Biografia
Rachel Anne McAdams nasce il 17 novembre 1978 a London, cittadina situata in Ontario, in Canada, al St. Joseph's Hospital, lo stesso in cui sono state girate alcune scene di uno dei suoi più celebri film, Le pagine della nostra vita. Cresce nella vicina St. Thomas con i genitori Lance, un camionista, e Sandy, un'infermiera, la sorella Kayleen e il fratello Daniel. All'età di quattro anni inizia a gareggiare nel pattinaggio di figura e a tredici anni recita per la prima volta nella compagnia teatrale Original kids, fondata quell'anno nel campo estivo di St. Thomas e che durante la stagione invernale continua a riunirsi a London, mettendo in scena soprattutto opere di William Shakespeare.
Ha frequentato la Myrtle Street Public School e il liceo statale Central Elgin Collegiate Institute, ma in quegli anni abbandona la recitazione, considerata solamente un gioco, finché un'insegnante dell'ultimo anno le consiglia di presentarsi ad un provino per un film drammatico. Si tratta di una produzione studentesca intitolata 'I Live in a Little Town', che ottiene ottimi riconoscimenti. Successivamente viene accettata dalla rinomata York University di Toronto, dove si laurea con lode e B.F.A. in teatro: negli anni di università interpreta il ruolo di una bambina in The Piper, un progetto della Toronto's Necessary Angel Theatre Company, continua a far parte della compagnia Original kids e si iscrive alla scuola di recitazione di David Rotenberg.

### Carriera
La McAdams inizia la sua carriera con un'apparizione nella serie televisiva disneyana Il famoso Jett Jackson (1998), nel ruolo di Hannah Grant. Il debutto sul grande schermo è in una pellicola italiana del 2002, My Name Is Tanino di Paolo Virzì, nel quale interpreta Sally, la ragazza americana che fa perdere la testa al protagonista Gaetano (Corrado Fortuna). Nello stesso anno recita a fianco di Rob Schneider nel film Hot Chick - Una bionda esplosiva. È inoltre protagonista femminile della prima stagione della serie televisiva canadese Slings and Arrows, accanto a Paul Gross; la sua crescente notorietà la fa però escludere dalla seconda stagione, in cui appare solo nel primo episodio.

Nel 2004 fa il provino per il ruolo della liceale Cady nel film Mean Girls: la parte viene assegnata a Lindsay Lohan, ma alla McAdams viene proposto il ruolo dell'antagonista Regina George, un personaggio che le regala una grande notorietà e che si ispira all'Alec Baldwin di Americani (1992). In quello stesso anno arriva la consacrazione con il film Le pagine della nostra vita, tratto dall'omonimo romanzo di Nicholas Sparks. Il film le porta soddisfazione sia sul piano personale sia su quello professionale: durante le riprese si fidanza con il collega Ryan Gosling, relazione interrotta nel 2007 e poi ripresa brevemente nell'estate del 2008; per la sua interpretazione in questo film e in Mean Girls ottiene complessivamente il record di cinque nomination in un anno all'MTV Movie Awards, vincendone tre.

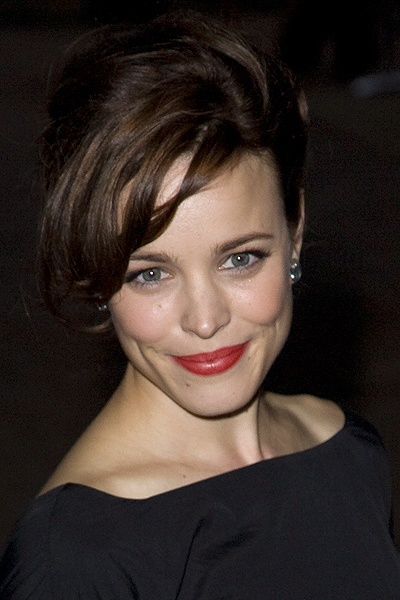
Rachel McAdams al Toronto International Film Festival 2007

Nel 2005 interpreta il ruolo di Claire nella commedia campione di incassi 2 single a nozze - Wedding Crashers, con Owen Wilson e Vince Vaughn, quello di Lisa Reisert nel thriller di Wes Craven Red Eye e quello di Amy Stone nel film La neve nel cuore. Inoltre si classifica 14º tra le 100 ragazze più sexy del 2005 secondo la rivista Maxim e prima nella classifica di Muchmusic "Who To Do: 20 Sexiest Girls". Il 2006 è per la McAdams un anno di pausa. Rifiuta infatti due ruoli molto importanti: uno è quello della Bond girl Vesper Lynd nel film Agente 007 - Casinò Royale. Nel 2007 ha invece girato vari film: da Arsenico e vecchi confetti di Ira Sachs, a fianco di Pierce Brosnan, a The Lucky Ones - Un viaggio inaspettato di Neil Burger, senza dimenticare Un amore all'improvviso di Robert Schwentke a fianco di Eric Bana. Nello stesso anno ha invece rifiutato di apparire sulla copertina di Vanity Fair, al fianco di Scarlett Johansson e Keira Knightley, quando ha saputo di dover posare nuda.
Nel 2008 interpreta una giovane giornalista e blogger nel dramma State of Play, a fianco di Russell Crowe, Ben Affleck, Helen Mirren, Jason Bateman e Robin Wright Penn. Sempre nel 2008 escono nei cinema americani Arsenico e vecchi confetti e The Lucky Ones - Un viaggio inaspettato, girati l'anno precedente. A fine anno Rachel ottiene il ruolo di Irene Adler nel nuovo film di Sherlock Holmes, diretto da Guy Ritchie, a fianco di Robert Downey Jr. e Jude Law, mentre nei primi mesi del 2011 uscirà il film Il buongiorno del mattino, a fianco di Harrison Ford e Diane Keaton. Nel 2010 ha la possibilità di lavorare con due registi, come Woody Allen e Terrence Malick, che le affidano ruoli di primo piano, rispettivamente Midnight in Paris (2011) e To the Wonder (2012). Inoltre recita accanto a Channing Tatum nella commedia sentimentale La memoria del cuore, in cui interpreta Paige, una giovane donna che dopo un incidente automobilistico perde la memoria; riprende anche il ruolo di Irene in Sherlock Holmes - Gioco di ombre, sempre sotto la regia di Guy Ritchie.
Nel 2013 è la protagonista femminile del film Questione di tempo, diretto da Richard Curtis. Nel 2014 è co-protagonista nel thriller di spionaggio La spia - A Most Wanted Man, assieme a Philip Seymour Hoffman, al suo ultimo film prima dell'improvvisa morte, Robin Wright e Willem Dafoe. Nel 2015 è protagonista della pellicola Sotto il cielo delle Hawaii, accanto a Emma Stone e Bradley Cooper e recita nel film Southpaw - L'ultima sfida e nella serie TV True Detective. Inoltre interpreta Sacha Pfeiffer nel thriller storico Il caso Spotlight di Tom McCarthy, pellicola candidata a sei premi Oscar, tra cui quello alla miglior attrice non protagonista, premio vinto poi da Alicia Vikander. Il film vince comunque due premi Oscar nelle categorie: miglior film e miglior sceneggiatura originale.
Nel 2016 è al fianco di Benedict Cumberbatch nel film Doctor Strange, appartenente al Marvel Cinematic Universe, in cui interpreta Christine Palmer, una collega di Strange. Nel 2018 è protagonista della pellicola Game Night - Indovina chi muore stasera?. Il film narra di gruppo di amici che si incontra regolarmente per delle serate di gioco, ritrovandosi altresì a risolvere un misterioso omicidio. Nel 2024 esordisce a Broadway interpretando l'eponima protagonista in Mary Jane e per la sua interpretazione ottiene una candidatura al Tony Award alla miglior attrice protagonista in un'opera teatrale.

## Vita privata
Nel 2004 conosce Ryan Gosling, sua co-star ne Le pagine della nostra vita, i due hanno avuto una relazione dal 2005 al 2007, per poi riunirsi brevemente nel 2008.
Dal 2010 al 2013, è stata fidanzata con Michael Sheen, sua co-star in Midnight in Paris.
Il 10 aprile 2018 dà alla luce il bambino avuto con lo sceneggiatore Jamie Linden, a cui è legata dal 2016. Nel 2020 la coppia ha anche una bambina.

## Impegno sociale
È una sostenitrice dell'ambiente e ha fondato con due amici il sito GreenIsSexy.org. È coinvolta in molteplici campagne sociali ed umanitarie. Nel 2006 ha prestato soccorso alle popolazioni colpite dall'uragano Katrina. Nel 2011 ha partecipato alla manifestazione Occupy Toronto, protestando contro la disuguaglianza economica, il capitalismo e l'influenza delle lobby sul governo.

## Filmografia

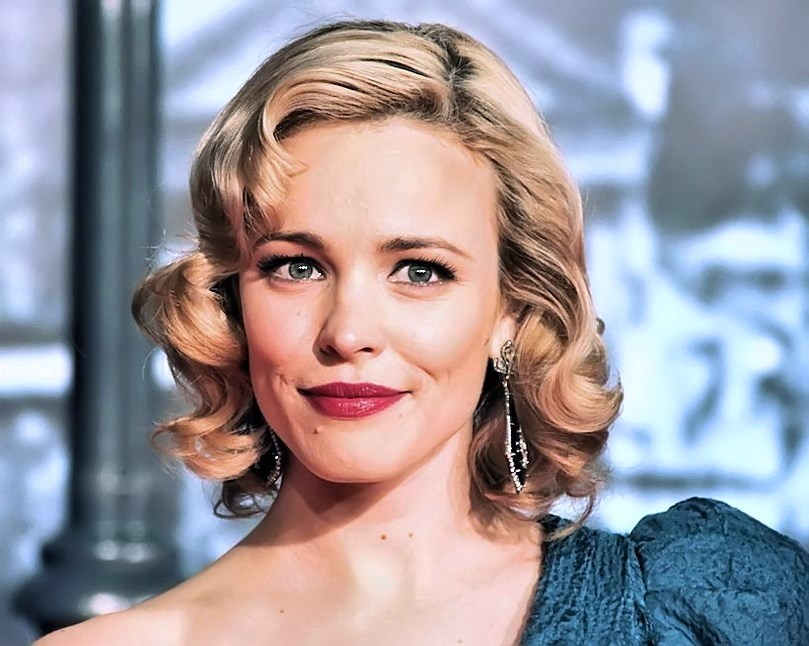
Rachel McAdams in Germania per la prima di Sherlock Holmes (2009) di Guy Ritchie

### Attrice

#### Cinema
- My Name Is Tanino, regia di Paolo Virzì (2002)
- Perfect Pie, regia di Barbara Willis Sweete (2002)
- Hot Chick - Una bionda esplosiva (The Hot Chick), regia di Tom Brady (2002)
- Mean Girls, regia di Mark Waters (2004)
- Le pagine della nostra vita (The Notebook), regia di Nick Cassavetes (2004)
- 2 single a nozze - Wedding Crashers (Wedding Crashers), regia di David Dobkin (2005)
- Red Eye, regia di Wes Craven (2005)
- La neve nel cuore (The Family Stone), regia di Thomas Bezucha (2005)
- Arsenico e vecchi confetti (Married Life), regia di Ira Sachs (2007)
- The Lucky Ones - Un viaggio inaspettato (The Lucky Ones), regia di Neil Burger (2008)
- State of Play, regia di Kevin Macdonald (2009)
- Un amore all'improvviso (The Time Traveler's Wife), regia di Robert Schwentke (2009)
- Sherlock Holmes, regia di Guy Ritchie (2009)
- Il buongiorno del mattino (Morning Glory), regia di Roger Michell (2010)
- Midnight in Paris, regia di Woody Allen (2011)
- Sherlock Holmes - Gioco di ombre (Sherlock Holmes: A Game of Shadows), regia di Guy Ritchie (2011)
- La memoria del cuore (The Vow), regia di Michael Sucsy (2012)
- To the Wonder, regia di Terrence Malick (2012)
- Passion, regia di Brian De Palma (2012)
- Questione di tempo (About Time), regia di Richard Curtis (2013)
- La spia - A Most Wanted Man (A Most Wanted Man), regia di Anton Corbijn (2014)
- Ritorno alla vita (Every Thing Will Be Fine), regia di Wim Wenders (2015)
- Sotto il cielo delle Hawaii (Aloha), regia di Cameron Crowe (2015)
- Southpaw - L'ultima sfida (Southpaw), regia di Antoine Fuqua (2015)
- Il caso Spotlight (Spotlight), regia di Tom McCarthy (2015)
- Doctor Strange, regia di Scott Derrickson (2016)
- Disobedience, regia di Sebastián Lelio (2017)
- Game Night - Indovina chi muore stasera? (Game Night), regia di John Francis Daley e Jonathan Goldstein (2018)
- Eurovision Song Contest - La storia dei Fire Saga (Eurovision Song Contest: The Story of Fire Saga), regia di David Dobkin (2020)
- Doctor Strange nel Multiverso della Follia (Doctor Strange in the Multiverse of Madness), regia di Sam Raimi (2022)
- Ci sei Dio? Sono io, Margaret (Are You There, God? It's Me, Margaret), regia di Kelly Fremon Craig (2023)

#### Televisione
- Il famoso Jett Jackson (The Famous Jett Jackson) – serie TV, episodio 3x19 (2001)
- Quando il perdono è una condanna (Guilt by Association), regia di Graeme Campbell – film TV (2002)
- Pianeta Terra - Cronaca di un'invasione (Earth: Final Conflict) – serie TV, episodio 5x12 (2002)
- I commedianti (Slings and Arrows) – serie TV, 7 episodi (2003-2005)
- True Detective – serie TV, 8 episodi (2015)
- DAVE – serie TV, 3 episodi (2023)

### Doppiatrice
- Il piccolo principe (The Little Prince), regia di Mark Osborne (2015)
- What If...? – serie animata, 1 episodio (2021)

## Riconoscimenti
- Premio Oscar
  - 2016 – Candidatura alla migliore attrice non protagonista per Il caso Spotlight
- Premio BAFTA
  - 2006 – Candidatura alla migliore stella emergente
- Critics' Choice Movie Award
  - 2016 – Miglior cast per Il caso Spotlight
  - 2016 – Candidatura alla miglior attrice non protagonista per Il caso Spotlight
  - 2016 – Candidatura alla miglior attrice in una mini-serie o film per la televisione per True Detective
- Gemini Award
  - 2004 – Miglior attrice non protagonista in una serie drammatica per Slings and Arrows
  - 2006 – Candidatura alla migliore guest star in una serie drammatica per Slings and Arrows
- Genie Award
  - 2005 – Candidatura per la migliore attrice dell'anno per Red Eye
  - 2007 – Candidatura per l'attrice preferita dell'anno
- Gotham Awards
  - 2015 – Miglior performance per l'intero cast per Il caso Spotlight[16]
- Hollywood Film Awards
  - 2005 – Candidatura alla miglior attrice emergente per 2 single a nozze
  - 2006 – Miglior attrice per La neve nel cuore
  - 2009 – Candidatura alla miglior attrice per Red Eye
- Independent Spirit Awards
  - 2016 – Premio Robert Altman per Il caso Spotlight[17]
- MTV Movie Awards
  - 2005 – Miglior performance di gruppo per Mean Girls
  - 2005 – Miglior performance rivelazione femminile per Mean Girls
  - 2005 – Miglior bacio per Le pagine della nostra vita
  - 2005 – Candidatura alla miglior performance femminile per Le pagine della nostra vita
  - 2005 – Candidatura al miglior cattivo per Mean Girls
  - 2006 – Candidatura alla miglior performance per Red Eye
  - 2012 – Candidatura al miglior bacio per La memoria del cuore
- People's Choice Awards
  - 2013 – Candidatura per l'attrice preferita in un film drammatico per La memoria del cuore
  - 2013 – Candidatura per l'intesa preferita sullo schermo per La memoria del cuore
- Tony Award
  - 2024 – Candidatura per la miglior attrice protagonista in un'opera teatrale per Mary Jane

### Altri premi
- Phoenix Film Critics Society Awards
  - 2011 – Candidatura per la miglior performance di gruppo per Midnight in Paris
- Rembrandt Awards
  - 2013 – Candidatura per la miglior attrice internazionale per La memoria del cuore
- Satellite Award
  - 2005 – Candidatura per la miglior attrice non protagonista in un film commedia o musicale per La neve nel cuore
  - 2011 – Candidatura per la miglior attrice non protagonista per Midnight in Paris
  - 2016 – Miglior cast per Il caso Spotlight
  - 2016 – Candidatura per la miglior attrice non protagonista per Il caso Spotlight[18]
- Saturn Award
  - 2006 – Candidatura per la migliore attrice per Red Eye
  - 2010 – Candidatura per la migliore attrice non protagonista per Sherlock Holmes
- Screen Actors Guild Awards
  - 2012 – Candidatura per il miglior cast cinematografico per Midnight in Paris
  - 2016 – Candidatura per la miglior attrice non protagonista cinematografica per Il caso Spotlight
  - 2016 – Miglior cast cinematografico per Il caso Spotlight
- ShoWest Award
  - 2005 – Miglior attrice non protagonista
  - 2009 – Star femminile dell'anno
- Teen Choice Awards
  - 2004 – Candidatura per la miglior attrice in un film commedia per Mean Girls
  - 2004 – Candidatura per la miglior crisi isterica per Mean Girls
  - 2004 – Candidatura per la miglior attrice emergente per Mean Girls e Le pagine della nostra vita
  - 2005 – Miglior attrice in un film drammatico per Le pagine della nostra vita
  - 2005 – Miglior scena d'amore in un film per Le pagine della nostra vita
  - 2005 – Miglior bacio in un film per Le pagine della nostra vita
  - 2005 – Miglior intesa in un film per Le pagine della nostra vita
  - 2005 – Candidatura per la miglior scena di ballo in un film per Le pagine della nostra vita
  - 2006 – Miglior attrice in un film commedia per 2 single a nozze e La neve nel cuore
  - 2006 – Candidatura per il miglior urlo in un film per Red Eye
  - 2006 – Candidatura per il miglior bacio in un film per 2 single a nozze
  - 2010 – Miglior attrice di film d'azione/avventura per Sherlock Holmes
  - 2010 – Candidatura per la miglior attrice in un film fantascientifico per Un amore all'improvviso
  - 2012 – Candidatura per la miglior attrice in un film drammatico per La memoria del cuore
  - 2012 – Candidatura per la miglior attrice in un film romantico per La memoria del cuore
  - 2012 – Candidatura per il miglior bacio in un film per La memoria del cuore
  - 2017 – Candidatura alla miglior attrice in un film fantasy per Doctor Strange

## Doppiatrici italiane
Nelle versioni in italiano dei suoi film, Rachel McAdams è stata doppiata da:
- Federica De Bortoli in Mean Girls, Red Eye, La neve nel cuore, The Lucky Ones - Un viaggio inaspettato, State of Play, Un amore all'improvviso, Sherlock Holmes, Il buongiorno del mattino, Sherlock Holmes - Gioco di ombre, La memoria del cuore, To the Wonder, Questione di tempo, La spia - A Most Wanted Man, True Detective, Ritorno alla vita, Sotto il cielo delle Hawaii, Southpaw - L'ultima sfida, Il caso Spotlight, Disobedience, Ci sei Dio? Sono io, Margaret
- Chiara Colizzi in Le pagine della nostra vita, Midnight in Paris
- Gaia Bolognesi in Doctor Strange, Doctor Strange nel Multiverso della Follia
- Valentina Mari in Game Night - Indovina chi muore stasera?, Eurovision Song Contest - La storia dei Fire Saga
- Perla Liberatori in Hot Chick - Una bionda esplosiva
- Stella Musy in Quando il perdono è una condanna
- Stefania De Peppe ne I commedianti
- Barbara De Bortoli in 2 single a nozze - Wedding Crashers
- Antonella Baldini in Arsenico e vecchi confetti

Da doppiatrice è sostituita da:
- Paola Cortellesi ne Il piccolo principe
- Gaia Bolognesi in What If...?